# Lîpivka, Makariv
Lîpivka (în ucraineană Липівка) este localitatea de reședință a comunei Lîpivka din raionul Makariv, regiunea Kiev, Ucraina.

## Demografie
Componența lingvistică a localității Lîpivka
     Ucraineană (97,25%)
     Rusă (2,67%)
     Alte limbi (0,09%)
Conform recensământului din 2001, majoritatea populației localității Lîpivka era vorbitoare de ucraineană (97,25%), existând în minoritate și vorbitori de rusă (2,67%).